# Восточные Альпы
Восто́чные А́льпы — часть системы хребтов и горных массивов Альп восточнее условной линии, проходящей от Боденского озера на севере по долинам Рейна и Заднего Рейна к перевалу Шплюген, рекам Лиро и Мера до озера Комо на юге.
Восточные Альпы отличаются от Западных Альп большей шириной (до 260 км), меньшей высотой (4049 м), меньшим распространением современных ледников и альпийских форм рельефа, а также наличием крупных продольных речных долин и преимущественно широтным простиранием хребтов, которые на востоке расходятся веерообразно.
Наиболее приподнятая центральная зона отличается резко расчленённым горно-ледниковым рельефом и максимальным в Восточных Альпах оледенением. Она включает в себя Ретийские Альпы, Эцтальские Альпы, Циллертальские Альпы, Высокий Тауэрн, Низкий Тауэрн и другие хребты. Севернее находятся менее высокие, но сильно расчленённые крутосклонные, нередко закарстованные хребты, сложенные главным образом мезозойскими известняками и доломитами — Альгёйские Альпы, Кицбюльские Альпы и другие, сменяющиеся ещё севернее низкими хребтами зоны мезокайнозойского флиша. Южнее центральной зоны расположены известняковые хребты Ломбардских, Карнийских, Доломитовых и Юлийских Альп, переходящие далее на юге в более низкие известняковые Предальпы.